# Beriberi
El beriberi abarca un conjunto de enfermedades causadas principalmente por la deficiencia de vitamina B1 (tiamina) cuyo nombre proviene del cingalés beri que significa «no puedo», destacando con dicho término la fatiga intensa y la lentitud  que muestran los enfermos afectados por estas deficiencias. La enfermedad afecta principalmente los sistemas nervioso y cardiovascular.
Clásicamente se describen dos presentaciones en adultos; y, además una en niños o recién nacidos. En los adultos se describió como «beriberi seco»,  si predominan los síntomas neurológicos o un «beriberi húmedo» si predominan los síntomas cardiovasculares.
Generalmente es causada por dietas insuficientes, desequilibradas o conservadas por demasiado tiempo. También pueden provocarla deficiencias funcionales del paciente como diarreas o malabsorción. Así mismo el alcoholismo o la anorexia, también cirugías gastrointestinales, quimioterapia o hemodiálisis.
Se hizo endémica en algunas regiones altamente dependientes del arroz cuando se generalizó su descascarillado mecánico (arroz blanco). Es precisamente allí donde radican los principales depósitos de tiamina en el grano de arroz. 
En esas circunstancias, en poblaciones con perfiles genéticos particulares se manifestaban cuadros sintomáticos peculiares que recibieron estos nombres. 
Sin embargo, actualmente se conocen muchas otras causas y manifestaciones de esta enfermedad nutricional y se considera que las deficiencias suelen ser de varios nutrientes simultáneamente, tanto de vitaminas como de minerales. Incluso se considera que los pacientes pueden sumar síntomas de diferentes presentaciones clásicas o hasta presentar signos y síntomas inespecíficos.
Algunos autores reservan el uso del término "beriberi" para enfatizar las alteraciones cardiocirculatorias en los cuadros de deficiencia vitamínica. Sin embargo, otros refieren como beriberi a todos los casos carenciales con predominancia sintomática de B1, en consecuencia mencionan al beriberi "cerebral", "Shoshin", "genético", "intestinal" u otros. 
Cuando las lesiones afectan principalmente al sistema nervioso central y al corazón, la mayoría de los autores la llaman enfermedad o encefalopatía de Wernicke.